# أوناي سيمون
أوناي سيمون (بالإسبانية: Unai Simón) (11 يونيو 1997 بفيتوريا-غاستيز في إسبانيا - ) هو لاعب كرة قدم إسباني في مركز حراسة المرمى. لعب مع أتلتيك بيلباو ب ونادي باسكونيا.

## وصلات خارجية
- أوناي سيمون على موقع الاتحاد الدولي (مؤرشف)  (الإنجليزية)
- أوناي سيمون على موقع الاتحاد الأوربي (الإنجليزية)
- أوناي سيمون على موقع إي إس بي إن إف سي (الإنجليزية)
- أوناي سيمون على موقع قاعدة بيانات كرة القدم.إي يو (الإنجليزية)
- أوناي سيمون على موقع ناشيونال فوتبول تيمز (الإنجليزية)
- أوناي سيمون على موقع Soccerbase.com (لاعب) (الإنجليزية)
- أوناي سيمون على موقع Soccerway.com (الإنجليزية)
- أوناي سيمون على موقع عالم كرة القدم.نت (الإنجليزية)
- أوناي سيمون على موقع أوليمبيديا (الإنجليزية)
- أوناي سيمون على موقع AS.com (الإسبانية)